# Nico Mannion
Niccolò "Nico" Mannion (Siena, 14 de março de 2001) é um basquetebolista profissional italiano, que joga pelo time Virtus Bologna.